# Социальный кооператив
Социальный кооператив — законодательно определённая в некоторых странах разновидность кооперативов и/или официальный статус организаций, деятельность которых направлена на решение социальных проблем.
Социальные кооперативы и их бенефициары имеют право на определённые законодательством преференции со стороны государства вплоть до прямых субсидий.
Социальные кооперативы являются первой организационно-правовой формой, созданной специально для развития социального предпринимательства и наиболее распространённой в Европе, в особенности в Италии и Польше.

## История
Социальное предпринимательство в разных странах имеет разные корни.
Так в Северной Америке оно возникло как переосмысление методов и форм работы некоммерческих и общественных организаций, которые традиционно занимались решением социальных проблем в этих странах.
В Азии оно стало ответом на противоречия между зачаточной государственной системой социального обеспечения и мощным подъёмом капиталистического хозяйствования, вкупе с богатой традиционной философией.
В Европе оно развивалось в ответ на неспособностью правительств справиться со взятыми на себя завышенными обязательствами в социальной сфере.
Также различными были и подходы к социальному предпринимательству.
В Америке и Азии, где преобладала капиталистическая система хозяйствования, на первый план вышли частные инноваторы — предприниматели.
Например, в 1980 году Билл Дрейтон создал Фонд Ашока в США, а в 1983 году Мухаммад Юнус создал Grameen Bank в Бангладеш и т. д.
В де-факто более склонной к социализму Европе общественные проблемы в большей мере решались объединением граждан.
Так Италия в эти годы переживала бум кооперативного движения.
Аналогичные различия просматриваются в юридическом оформлении зарождающегося социального предпринимательства.
Если в Великобритании, США и странах Азии оно развивалось прецедентно, опираясь на традиционные организационно-правовые формы и частный капитал, то в Европе ожидалось законодательное определение, регулирование и субсидирование.
Первые социальные кооперативы в Европе возникли в начале 1970-х годов.
Наибольший размах нового подхода к решению социальных проблем наблюдался в Италии.
В 1990 году там даже стал выходить журнал Impresa Sociale (c итал.  Социальное предприятие), который ввёл в активный оборот широко распространившийся впоследствии термин.
Поэтому неудивительно, что именно в Италии в 1991 году произошло законодательное утверждение первой в мире формы ведения хозяйственной деятельности, созданной специально для социальных предприятий — «социального кооператива» (итал. Cooperative Sociali).
Одной из первых к законодательному развитии идей социальной кооперации подключилась Бельгия, где в 1995 году появились правовые нормы о «компаниях социального назначения» (фр. société à finalité sociale), которыми могла воспользоваться любая организация, включая кооператив.
Убедившись в успешности итальянской модели в октябре 1998 года в Европейском союзе стартовала программа по разработке рекомендаций по распространению передового опыта, что привело к появлению термина «социальный кооператив» и сходных с ним в законодательствах других стран.
В 1998 году закон о кооперативах общественной солидарности (англ. social solidarity cooperative) принимается в Португалии.
В 1999 году Греция принимает закон о социальных кооперативах с ограниченной ответственностью.
В том же году «социальные инициативные кооперативы» (англ. social initiative cooperatives) появились в законодательстве Испании.
В 2001 году «кооперативное общество с коллективными интересами» (фр. société coopérative d’interet collectif) включает в своё законодательство Франция.
В принятом в 2003 году в Финляндии Законе о социальных предприятиях таковыми признаются рыночно-ориентированные кооперативы, предназначенные для трудоустройства инвалидов и безработных.
27 апреля 2006 года закон «О социальных кооперативах» принимает Польша, до этого имевшая наихудшие в ЕС показатели занятости.
18 ноября 2009 года, после двухгодичных консультаций Международным кооперативным альянсом (CICOPA) на Генеральной Ассамблее в Женеве были приняты Международные стандарты социальных кооперативов.

## Общая характеристика
Социальные кооперативы не всегда являются особой правовой формой или даже разновидностью кооперативов.
В некоторых странах этот статус может получить практически любое юридическое лицо отвечающее определённым критериям.
Тем не менее преимущественно речь идёт именно об организационной-правовой форме кооператива, основанного на равноправном членстве, общим подходами к миссии, ради которых подобные организации создаются, и условиям ведения хозяйственной деятельности.
Социальными кооперативами в большинстве стран признаются организации, решающие одну из двух целей:
- Социально обслуживание — предоставление услуг в области здравоохранения, образования, ухода за пожилыми людьми и инвалидами, и решение схожих задач. Сюда входят традиционные для некоммерческих организаций отрасли — социальное обеспечение, здравоохранение, образование, экология, наука, культура, социальный туризм и прочее. В Италии подобные организации входят в группу «A».
- Социальная интеграция — предоставление любых видов услуг и продажа любых товаров кооперативами, членами которых являются социально уязвимые или незащищённые слои населения (физические или психические инвалиды, нынешние и бывшие пациенты психиатрических больниц, наркоманы, алкоголики, преступники, подлежащие альтернативному содержанию под стражей, длительные безработные, лица с низкими доходами и т. п.). В Италии, например, они входят в законодательно определённую группу «B».

Во всех странах в социальных кооперативах допускается также членство лиц, не относящихся к социально уязвимым группам.
Однако их число обычно ограничивается 20 %-50 % от общего состава.
В разных странах накладываются дополнительные ограничения на деятельность социальных кооперативов.
Социальные кооперативы, организованные в традиционной кооперативной форме, действуют на общих принципах кооперации, принятых Международным кооперативным альянсом.
В качестве стимула, социальные кооперативы и его члены получают налоговые льготы, преимущественный доступ к государственным заказам и даже прямые правительственные субсидии.

## Социальные кооперативы по странам

### Бельгия
Бельгия стала одной из первых стран, последовавших примеру Италии и введя у себя, после реформы гражданского законодательства в 1995 году, правовые нормы о «компаниях социального назначения» (фр. société à finalité sociale; нидерл. venootschap met sociaal oogmerk), которыми могла воспользоваться любая организация, включая кооператив.
Особенность социальных кооперативов в Бельгии состоит в наличии у каждого из них консультанта с достаточным опытом в бизнесе.
В первый год местные власти выплачивают ему полную заработную плату, в следующий период — 50 %, а с наступлением самоокупаемости — 25 %.

### Греция
Греческий Закон 4019/2011 «О социальной экономике, социальном предпринимательстве и других положениях», принятый в 2011 году, выделят три типа социальных кооперативов:
- Кооперативы социальной опеки, по производству товаров и услуг для социально незащищённых граждан.
- Кооперативные предприятия общественного производства, по производству товаров и оказанию услуг содействующих развитию общины.
- Интеграционные социальные кооперативы, специализирующиеся на трудоустройств социально уязвимых групп населения.

Специфической для Греции формой социального предпринимательства также являются социальные кооперативы с ограниченной ответственностью (англ.  Limited Liability Social Cooperatives, KoiSPE), возникшие в 1999 году.

### Испания
«Социальные инициативные кооперативы» (англ. social initiative cooperatives) появились в законодательстве Испании в 1999 году по Закону № 27/1999.
Кроме того, правовые рамки для них были установлены в 12 автономных регионах.
По закону, подобные организации должны заниматься образовательно, социальной, медицинской деятельностью и/или социальной интеграцией.

### Италия
Итальянское законодательство о социальных кооперативах (итал. cooperativa sociale; Закон № 381/1991) стало пионером в этой области и во многом послужило образцом для последующей практики.
В законодательстве Италии определены оба традиционных типа социальных кооперативов: «A» — социального обслуживания и «B» — социальной интеграции, существуют также кооперативы со смешением этих двух форм «A+B».
В дополнение к общим к ним предъявляются следующие требования:
- Распределение прибыли должно соответствовать социальным уставным целям организации.
- Социальные кооперативы должны развивать собственные активы.
- Не менее 30 % участников кооператива должны входить в категорию слабо защищённых граждан.

На практике в Италии претендовать на закрепление за собой статуса социального кооператива и получение соответствующих льгот могут как коммерческие, так и некоммерческие организации любой организационно-правовой формы.
В законодательстве определён также статус «добровольца», который, не получая заработной платы, имеет государственные гарантии медицинского страхования.
В 2001 году в Италии действовало 5 600 социальных кооперативов.
В 2005 году их было уже 7 300, объединяя 244 000 работающих; что составляло 12,5 социальных кооперативов на каждые 100 000 жителей.
На 2010 год итальянский Consorzio Gino Matt a relli (CGM) объединил 1 100 социальных кооперативов и 75 местных консорциумов.
В 2011 году в Италии действовало около 7 100, в которых было задействовано 267 тыс. человек.
В этом году совокупный оборот социальных кооперативов составил почти 5 млрд евро.
59 % составляли кооперативы типа «A», 33 — «B», и 8 % — смешанные.

### Польша
Польская модель социальных кооперативов (пол. spółdzielnia socjalna) в целом повторяет итальянскую, и в ней также предусмотрены два типа подобных организаций.
В дополнение к традиционным областям деятельности в Польше к ним добавлены культурно-просветительские цели, как для своих членов, так и для сторонних организаций, а также общественно-полезная деятельность предусмотренная в законе от 24 апреля 2003 года «Об общественно полезной деятельности и волонтёрстве».
Осуждённые лица, по законодательству Польши, могут работать в социальном кооперативе, но не могут быть его членами.
Кроме того, польское законодательство допускает членство в кооперативах лиц не входящих в социально незащищённые группы, если их квалификация требуется для следования целям организации, однако их доля не может превышать 20 % от общей численности членов.
В Польше социальным кооперативом может быть признана организация, в котором не менее 5 и не более 50 учредителей.
При этом число членов социальных кооперативов, создающихся в результате реорганизации кооперативов инвалидов или слепых, законодательством не ограничивается.
Доходы социальных кооперативов в Польше должны распределяться в следующей пропорции: не менее 40 % — на увеличение ресурсных фондов, не менее 40 % — на уставные цели, остальные средства должны направляться в инвестиционный или иные фонды, предусмотренные положениями закона от 16 сентября 1982 года «О кооперативах» или уставом организации.
Доходы от деятельности не могут распределяться между членами кооперативов ни в качестве увеличении стоимости паёв, ни в виде выплаты процентов.
Польское законодательство предполагает значительные преференции социальным кооперативам.
Так уже на этапе создания они освобождаются от уплаты государственной пошлины при регистрации.
На создание социального кооператива выделяется до 300 % средней зарплаты.
При вступлении нового члена выплачивается 200 % средней зарплаты.
На каждого члена кооператива в организацию на протяжении 6 месяцев поступала помощь в размере 1 000 PLN в месяц и разовый взнос в размере 20 тыс. PLN из Европейского социального фонда (EFS).
Доходы социального кооператива освобождаются от подоходного налога на юридических лиц.
Для социальных кооперативов была предусмотрена возможность участия в государственных социальных заказах и открытых конкурсах предложений на выполнение заданий для государственной администрации и местного самоуправления.
На начало 2007 года в Польше было зарегистрировано 106 социальных кооперативов с трудоустройством 500 человек.
В 2011 — уже 320 социальных кооперативов, а в 2014—1221 кооператив.

### Португалия
Создание первых аналогов «социальных кооперативов» стало возможно в Португалии ещё в 1974 году, когда после демократической революции был принят Указ № 441-A/82, статья 3 которого определяла «специальные образовательные и интеграционные кооперативы».
Такого рода кооперативы использовались родителями детей-инвалидов и специалистами в этой области для их реабилитации и интеграции.
В 1998 году Указом № 332/81 были определены «кооперативы социальной солидарности».
В нём определялась цель подобных организаций — поддержка и социальная интеграция уязвимых групп (дети, молодёжь, находящиеся в неблагоприятном положении лица, пожилые люди), их семей и сообществ; государственная поддержка и содействие их созданию и работе.

### Финляндия
Целью деятельности социальных кооперативов в Финляндии может быть только трудоустройство инвалидов и безработных.
Особенностью финских социальных кооперативов является сохранение уровня пособий по безработицы даже при членстве и получении дохода в подобной организации.

### Франция
«Кооперативные общества с коллективными интересами» (фр. société coopérative d’interet collectif; SCIC) появились в законодательстве Франции 28 июня 2001 года.
В отличие от итальянского закона в нём вводится дифференцированное членство, а именно существование как минимум трёх категорий членов, имеющие разные права и обязанности по отношению к кооперативу.
Это, по мнению законодателей, предполагает более гибкий подход к участию в них собственно социально ущемлённых лиц, наёмных работников и волонтёров, позволяет государству и местным властям проводить более эффективную политику поддержки.

### Чехия
В 2012 году в Чехии был принят Закон «О коммерческих предприятиях и кооперативах», вступивший в силу в 2014 году. В этом законе прописаны некоторые принципы создания социальных кооперативов.
Согласно закону, социальными называются те кооперативы, деятельность которых направлена на содействие социальной сплочённости, трудоустройство и интеграцию людей из уязвимых групп населения, удовлетворение потребностей региона с использованием местных ресурсов.